# Quintana (vissengeslacht)
Quintana is een monotypisch geslacht van straalvinnige vissen uit de familie van de levendbarende tandkarpers (Poeciliidae).

## Soort
- Quintana atrizona Hubbs, 1934